# We Are the Champions
"We Are The Champions" é uma música da banda britânica de rock, Queen. Lançado em outubro de 1977 junto com "We Will Rock You". Escrita por Freddie Mercury, a canção pertence ao álbum News of the World, lançado no mesmo ano. Uma de suas canções mais famosas e populares, é um dos maiores hinos da história do rock.
A balada foi um sucesso mundial, alcançando a segunda posição no UK Singles Chart, e a quarta na Billboard Hot 100 dos Estados Unidos. Em 2009, "We Are The Champions" foi introduzida ao Grammy Hall of Fame, e foi eleita a canção favorita do mundo em uma enquete da Sony Ericsson em 2005. Em 2011, uma equipe de pesquisadores científicos concluíram que a música é a mais cativante e grudenta na história da música popular.
"We Are the Champions" tornou-se um hino para vitórias desportivas, como na Copa do Mundo de 1990 em que foi música-tema, e tem sido frequentemente utilizada e citada na cultura popular. A canção também foi regravada por muitos artistas.

## Ficha técnica
- Freddie Mercury – vocais e piano
- Brian May – guitarra e vocal de apoio
- John Deacon – baixo
- Roger Taylor – bateria e vocal de apoio